# Odocoileus lasiotis
El venado de páramo de Mérida (Odocoileus lasiotis), también conocido como venado de cola blanca, es un cérvido que habita en el norte de Sudamérica. 

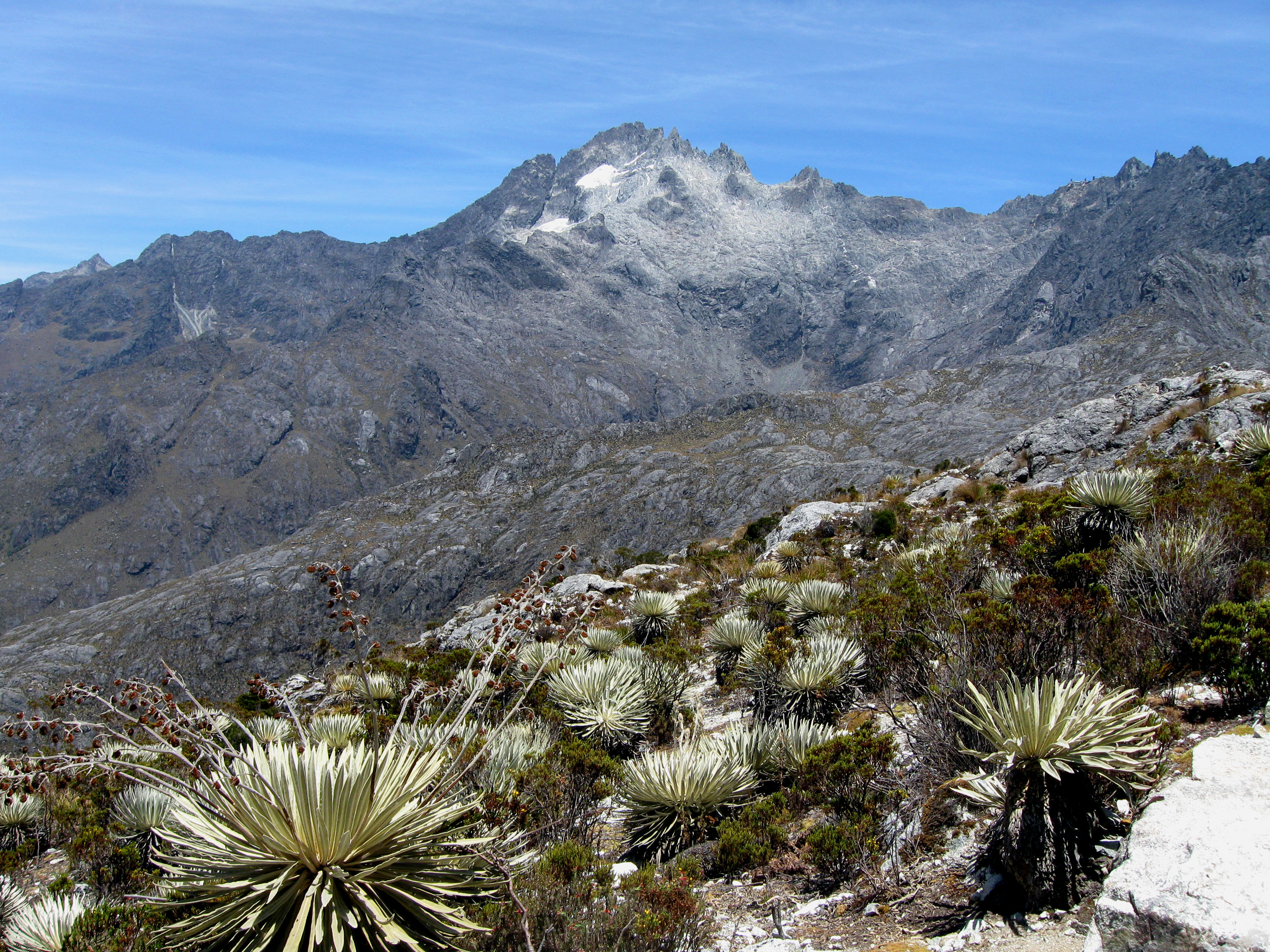
El hábitat de este taxón: laderas del pico Bolívar, en la Sierra Nevada de Mérida.

## Distribución
Esta especie se distribuye en el norte de América del Sur, siendo endémica del oeste de Venezuela, habitando en los páramos más elevados de los Andes del estado de Mérida, restringiéndose a las sierras de La Culata y Nevada, en la región central de la cordillera de Mérida.
Además, fueron exhumados restos en un yacimiento arqueológico ubicado a una altitud de 4100 m s. n. m..

## Taxonomía
Este taxón fue descrito originalmente en el año 1914 por el zoólogo estadounidense Wilfred Hudson Osgood.
Durante décadas fue considerado sólo una subespecie del venado de cola blanca común (Odocoileus virginianus ), es decir: Odocoileus virginianus lasiotis, hasta que en el año 1999 fue elevado a especie plena.
Cabrera había sinonimizado este taxón con Odocoileus goudotii, pues pensaba que no había aislamiento genético entre ambas, al creer erróneamente que la cordillera de Mérida se trata de una prolongación hacia el este y con alturas continuas, de la cordillera oriental de Colombia. En realidad, las especies que habitan los páramos de ambos cordones orográficos han vivido siempre separados, aun durante los máximos glaciares, pues entre ambos ecosistemas de altura se interpone la hondonada conocida como depresión tectónica del Táchira, compuesta por una serie de valles que operan como un corredor, el que mide 60 km de ancho y 960 m de altitud.
O. lasiotis se ha mantenido aislado de O. cariacou por al menos un mínimo de unos 350 000 años, según se desprende de formulaciones de escenarios paleobiogeográficos concordantes con datos
genéticos, morfológicos, arqueológicos y paleontológicos.

## Características y costumbres
Su pelaje es suelto y muy largo, con una coloración general de tonalidad gris-oscura, con intensos tonos marrones.
Es un animal de hábitos huidizos, terrestres y crepusculares. Recorre, solo en pareja o pequeños grupos, en búsqueda de vegetación tierna, intentando pasar desapercibido de sus predadores. Es un rumiante con una dieta herbívora y frugívora; consume brotes, hojas, frutos y semillas. 
Frente a una amenaza, emprende la huida; en la carrera mantiene la cola levantada (la cual es blanca por debajo) para que el destello blanco actúe como una señal visual de peligro para otros miembros de su grupo, si bien en este taxón es más corta, y elevada expone menos blanco, comparándola con la de los venados de cola blanca norteamericanos.
Se comunica sexualmente y marca su territorio mediante la orina y con el frotado de objetos con alguna de sus varias glándulas odoríferas: preorbitales (junto a sus ojos), tarsales e interdigitales (en sus patas) y las situadas en las bases de su cornamenta. La glándula metatarsal —presente en los venados de cola blanca norteamericanos— en este taxón posee un escaso o nulo desarrollo. 
Ambos sexos poseen el mismo pelaje todo el año, es decir, no presentan cambio estacional. El macho es el único que presenta cornamenta, la cual es ramificada, siendo renovada todos los años. Al entrar las hembras al estro, los machos se enfrentan en combates entre sí para tener el derecho a montarlas. El ganador podrá copular con cuantas hembras le sea posible. Luego de una gestación que dura unos 7 meses, la hembra pare una sola cría, la que muestra una librea compuesta por un salpicado blanco en el pelaje dorsal, el que va desapareciendo con el correr de los meses.

## Conservación
Esta es una especie considerada como en peligro crítico de extinción. La transformación de su hábitat, la caza furtiva como trofeo deportivo o para consumo proteico, la competencia por los recursos con especies introducidas o ganado doméstico, la depredación por parte de perros domésticos o asilvestrados, y el desconocimiento de su especificidad taxonómica son los causales postulados para explicar el complicado estado de conservación de este cérvido.